# Jeyz
Jeyz, pseudonimo di Gaetano Jesue Cacciato (Francoforte sul Meno, 23 dicembre 1979), è un rapper tedesco di origini siciliane.

## Biografia
Iniziò la sua carriera da rapper formando insieme a Jonesmann e Chan un gruppo rap: "Chabs", con il quale pubblica un EP in vinile dal titolo Kern der Wunden.
Nel 2001 il gruppo si sciolse e Jeyz iniziò la sua carriera da solista. In quel periodo fu scoperto dal rapper Azad che gli diede l'opportunità di apparire nei suoi concerti. Nel 2004 Jeyz fu messo sotto contratto dall'etichetta Bozz Music, per la quale ha pubblicato 4 mixtapes (Chronologie, J.E.Y.Z. Streettape, Chronologie Part 2, Das Ende vom Anfang - Chronologie Part 3, Zeit zum Scheinen).
Ha pubblicato due album: Betonklassik (2007, come membro del gruppo rap Warheit) e Blut, Schweiß & Tränen (Bozz Music, 2009).

## Discografia

### Album solista
- 2009: Blut, Schweiß und Tränen

### Album in collaborazione
- 2007: Betonklassik (con il gruppo rap Warheit)

### Mix-tape
- 2004: Chronologie (Bozz Music)
- 2005: J.E.Y.Z. Streettape (Bozz Music)
- 2006: Chronologie Part 2 (Bozz Music)
- 2007: Das Ende vom Anfang - Chronologie Part 3 (Bozz Music)
- 2009: Zeit zum Scheinen (Mmb Media)
- 2012: Feat Mixtape

### EP
- 2001: Kern der Wunden (con il gruppo rap Chabs)

### Singoli
- 2007: Hölle auf Erden (con il gruppo rap Warheit)
- 2009: Ganz egal (feat. Marq F)

### Altre pubblicazioni
- 2001: Kern der Wunden (con il gruppo Chabs)
- 2002: Mein Pein (Roey Marquis feat. Azad, Jeyz, Instinkt & Sezar) ---> Herzessenz (Album)
- 2005: Von Frankfurt nach Zagreb (feat. Connect)
- 2006: Finde deinen Weg (Rob Easy feat. Jeyz) ---> Zwischen S-Bahn und S-Klasse (MixTape)
- 2007: Bis an die Spitze
- 2008: Never forget me (feat. R.A.F.)
- 2009: Bozz (Azad feat. Jeyz & 439) ---> Azphalt Inferno (MixTape)
- 2009: Gib mir ein zeichen ---> Azphalt Inferno (MixTape)
- 2009: Actionmuzik (Azad feat. Jeyz & Hanybal) ---> Azphalt Inferno (MixTape)
- 2009: FFM (feat. 439)
- 2009: Phoenix (Jeyz & Freeman)
- 2010: Was mein Herz mir sagt (Caput feat. Moe Mitchell, MoTrip & Jeyz) ---> Bang To The Future Vol.02 (MixTape)
- 2010: Scheizz auf alle ---> Azphalt Inferno 2 (MixTape)
- 2010: Kopfschuzz (Azad feat. Jeyz, Manuellsen & Juvel) ---> Azphalt Inferno 2 (MixTape)
- 2010: Tag aus Tag ein (Azad feat. Jeyz) ---> Azphalt Inferno 2 (MixTape)
- 2010: Langer Weg ---> Freetrack